# Giuseppe Marchesano
Giuseppe Marchesano (Palermo, 6 dicembre 1863 – Roma, 29 agosto 1951) è stato un politico e avvocato italiano.

## Biografia
Laureato in Giurisprudenza, avvocato, giornalista pubblicista. Fu eletto deputato alla Camera del regno d'Italia nel 1900 fino al 1904.
Fu avvocato di parte civile nel processo di Bologna contro l’ex deputato Raffaele Palizzolo, condannato nel luglio 1902 a trent’anni di reclusione come mandante dell’assassinio di Emanuele Notarbartolo . Fu iscritto alla massoneria, membro del Grande Oriente d'Italia e vicino alle posizioni dei radicali e dei socialisti riformisti. Fu politicamente collaboratore di Vittorio Emanuele Orlando, con cui si recò a Londra nel 1917, mentre questi era presidente del consiglio.  
Rieletto alla Camera nel 1913 nel collegio di Canicattì, restò deputato fino al 1919. Dopo la prima guerra mondiale fu nel consiglio di amministrazione di Assicurazioni Generali e di RAS .
Il figlio Enrico nel secondo dopoguerra fu presidente dell'IRI .